# 肥杆菌属
肥杆菌属也称胖杆菌属，為肠杆菌目哈夫尼亚菌科的一属好氧或兼性厌氧发酵型革兰氏阴性杆菌。多形态杆菌，以啤酒厂的污染菌出现。此属的模式种为变形肥杆菌(Obesumbacterium proteus)。

## 下属物种
- 变形肥杆菌(变形胖杆菌) Obesumbacterium proteus (Shimwell and Grimes 1936) Shimwell 1963